# Джейк Салліван
Джейкоб Джеремая Салліван (англ. Jacob Jeremiah Sullivan; нар. 28 листопада 1976, Берлінгтон) — американський політичний і державний діяч. 29-ий Радник президента США з національної безпеки (2021—2025). Радник із національної безпеки віцепрезидента США Джо Байдена у 2013—2014 роках, до того обіймав високі посади в Державному департаменті США.

## Біографія
Народився в Берлінгтоні, штат Вермонт. Другий із п'ятьох дітей у сім'ї, здобув середню освіту в «Southwest High School» у Міннеаполісі. 1998 року закінчив Єльський університет. Отримавши стипендію Родса, продовжив освіту в Оксфордському університеті, потім повернувся до США й закінчив школу права Єльського університету.
Займався адвокатською практикою у фірмі «Faegre & Benson», був радником сенатора США від Міннесоти Емі Клобучар. У ході президентської кампанії 2008 року був у команді Гілларі Клінтон, а згодом Барака Обами. Після перемоги Обами на виборах президента та зайняття Гілларі Клінтон поста державного секретаря в січні 2009 року призначений заступником керівника апарату державного секретаря. У 2011 році призначений на посаду директора із планування політики (Director of Policy Planning) у Державному департаменті.
26 лютого 2013 року призначений радником віцепрезидента Джо Байдена з питань національної безпеки. Брав активну участь у підготовці Спільного всеосяжного плану дій — ядерної угоди з Іраном.
1 серпня 2014 року перейшов на викладацьку роботу в Єльському університеті. Був одним із ключових зовнішньополітичних радників Гілларі Клінтон у її президентській кампанії 2016 року.
23 листопада 2020 року Джо Байден оголосив список своїх кандидатів на ключові посади у своїй майбутній адміністрації, назвавши Джейка Саллівана претендентом на посаду радника з національної безпеки.
21 січня 2021 затверджений Сенатом на посаду радника президента з національної безпеки.

## Особисте життя
Одружений з Меггі Гудлендер (англ. Maggie Goodlander), подружжя живе в Портсмуті, Нью-Гемпшир.

## Нагороди

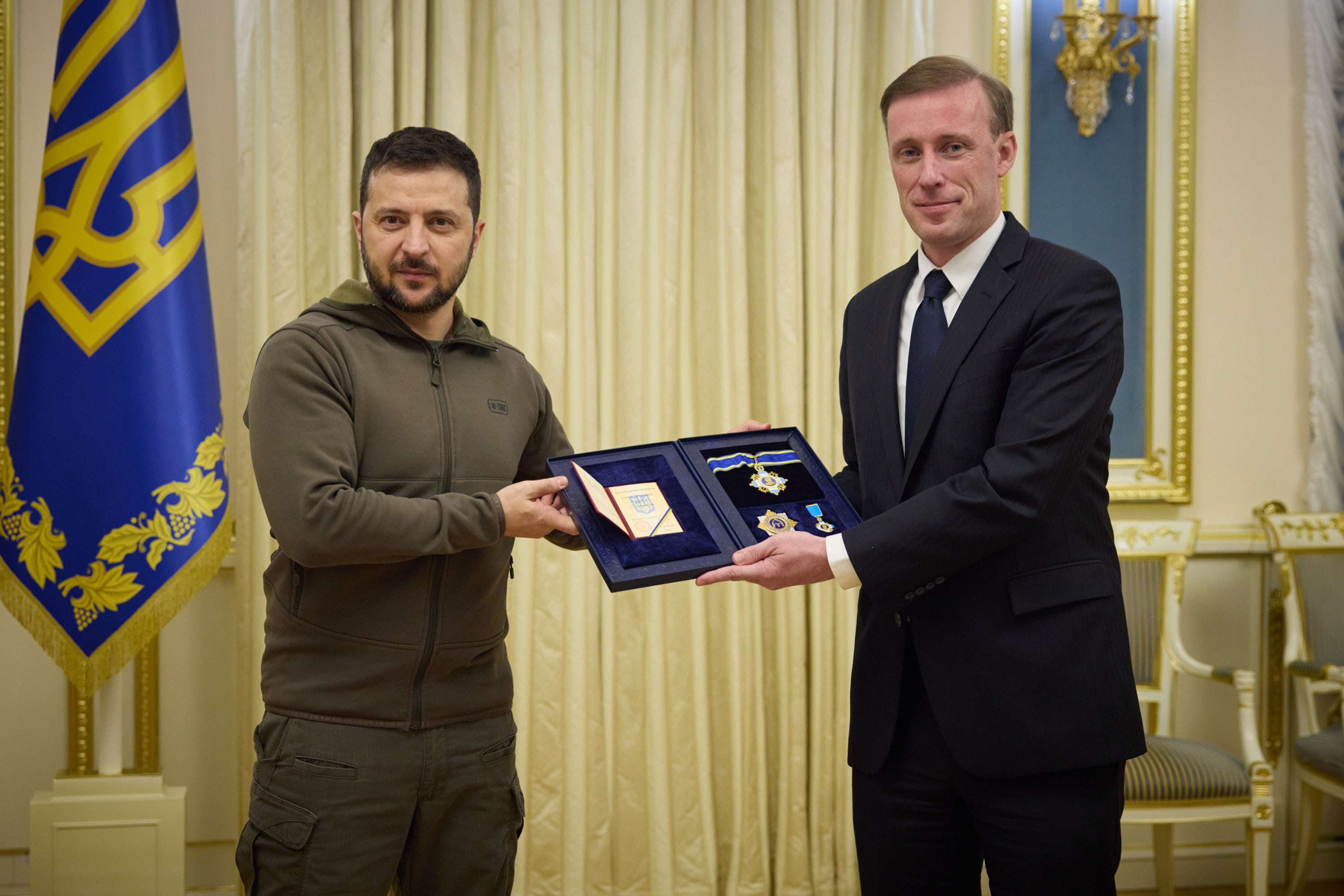
Володимир Зеленський вручив Джейку Саллівану орден князя Ярослава Мудрого ІІ ступеня

- Орден князя Ярослава Мудрого II ст. (Україна, 23 серпня 2022) — за значні особисті заслуги у зміцненні міждержавного співробітництва, підтримку державного суверенітету та територіальної цілісності України, вагомий внесок у популяризацію Української держави у світі.[8]

Нагороду Президент України Володимир Зеленський вручив Джейку Саллівану 4 листопада 2022 року під час візиту американського державного діяча в Україну.